# Programul Mariner
Programul Mariner a fost un program american de explorare planetară cu stații automate. Între 1962 și 1973 au fost lansate 10 sonde spre Marte, Venus și Mercur.

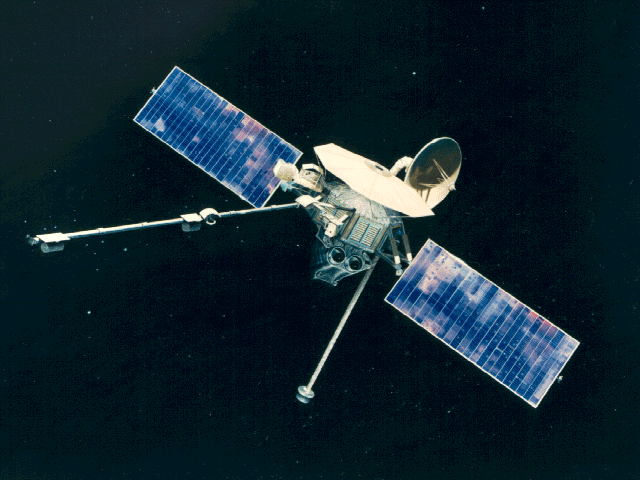
Mariner-10

### Stații automate Mariner
- Mariner-1 (lansată la 22 iulie 1962) - Comandă de autodistrugere de la sol, deoarece racheta purtătoare deviase de la culoarul de zbor.
- Mariner-2 (lansată la 27 august 1962) - A survolat planeta Venus, la 34600 km, după o călătorie de 3½ luni.
- Mariner-3 (lansată la 5 noiembrie 1964) - A rămas blocată în racheta purtătoare, s-a pierdut legătura, în prezent este pe o orbită heliocentrică.
- Mariner-4 (lansată la 28 noiembrie 1964) - Prima stație care fotografiază planeta Marte.
- Mariner-5 (lansată la 14 iunie 1967) - A survolat planeta Venus, la 3980 km.
- Mariner-6 (lansată la 24 februarie 1969) - A survolat planeta Marte.
- Mariner-7 (lansată la 27 martie 1969) - A survolat planeta Marte.
- Mariner-8 (lansată la 9 mai 1971) - Defect după 6 minute de la lansare, a căzut în Oceanul Atlantic.
- Mariner-9 (lansată la 30 mai 1971) - Primul satelit artificial al planetei Marte.
- Mariner-10 (lansată la 3 noiembrie 1973) - Primul survol al planetei Mercur. De asemenea, a fost primul vehicul spațial care a folosit asistența gravitațională, trecând la 5768 km de Venus.

Mariner-11 și Mariner-12 au fost rebotezate Voyager 1 și Voyager 2 și au făcut parte din următorul program spațial american, Programul Voyager.